# Dryptodon sudeticus
Dryptodon sudeticus là một loài Rêu trong họ Grimmiaceae. Loài này được (Funck) Brid. mô tả khoa học đầu tiên năm 1826.